# Девојка која је пронашла своје срце (роман)
Девојка која је пронашла своје срце је љубавни роман ауторке Џенифер Донели (енгл. Jennifer Donnelly).
Оригинални назив дела је енгл. Stepsister и изашло је 2019. године.

## О аутору
Џенифер Донели је америчка књижевница чије се књиге редовно налазе на топ-листи Њујорк тајмса., а за свој рад добила је и многе књижевне награде. Живи и ради у Њујорку.